# Stella Cadente
 (décembre 2013).
Stella Cadente est un studio de création dédié au lifestyle via le développement de mobilier, tissus et papiers peints, ainsi qu’à la mode via ses bijoux, accessoires et parfums créée en 1995.
Stella Cadente signifie en Italien étoile filante.

## Historique
Stanislassia Klein a étudié la mode au Fashion Institute of Technology de New York, ainsi qu’au cours Berçot à Paris. Elle apprend son métier de styliste auprès de Cacharel et Claude Montana. Elle sera ensuite l'assistante de Corinne Cobson pendant 3 ans. Sous le nom de Stella Cadente, elle crée sa marque en 1991, dédiée tout d’abord aux bijoux et accessoires.  
C’est en 1995 qu’elle développe le vêtement, se démarquant par le travail de la maille et des plumes,. Son premier défilé dans le calendrier officiel a lieu au Carrousel du Louvre en 1998, pendant la Semaine de la mode de Paris. Elle développera cette activité durant quinze ans[réf. souhaitée]. Elle se distingue par l’originalité de ses défilés et innove dans le choix des modèles faisant appel à des profils atypiques, non mannequins. Stella Cadente poursuit en parallèle la création de collections de bijoux pour de nombreuses marques parmi lesquelles Chanel, Dior, Stella Mc Cartney, Inès de la Fressange, Ungaro, Swarovski et Paule Ka[réf. nécessaire].  
À l’heure où le Canal Saint Martin n’est alors peuplé que de teinturiers et d’artisans, Stella Cadente y ouvre une boutique quai de Valmy à Paris. Elle y installe ses bureaux et son atelier de bijoux, en plus de sa boutique où l’on trouve à la fois des accessoires mode et maison ainsi qu’un salon de thé, ouvert sept jours sur sept.    
En 2002, sa rencontre avec Vera Strubi pour le développement de son parfum Miss me, crée avec la parfumeuse Annick Menardo, motive son choix[réf. nécessaire][non neutre] de s’associer au groupe Clarins et Arc International, Clarins détenant un accord de licence dans le domaine des parfums et du maquillage,. Le parfum lancé en 2005 reste numéro 1 des ventes au Sephora Champs Élysées où il est d’abord lancé.  Le parfum Miss Me ne remporte pas un succès commercial aux États-Unis où la marque n'est pas connue. D'autres licences sont lancées, notamment avec Arc International, Škoda Auto, Wolf Lingerie et Le Tanneur. 
En 2007, Stella Cadente lance un nouveau parfum avec eau de toilette Miss Me Discret ? . C'est également en 2007 que Stella Cadente rencontre le photographe Florian Claudel, qui devient directeur artistique de la marque et développent ensemble le Stella Cadente Studio, bureau de création et direction artistique en mode, beauté, design et architecture d’intérieure. Ils collaborent avec plusieurs marques comme L’Oréal, Swarovski , Sephora. Avec Stella Cadente Studio, la créatrice a déjà signé plus de 6 contrats de direction artistique à l'international.
En 2009, Stella Cadente est mise en liquidation mais la marque continue d'exister. Elle se tourne vers les nouvelles technologies et vend ses parfums et ses articles de prêt-à-porter sur son site en ligne. La même année, Stella Cadente créé sa propre maison d'hôte au pied de la cité médiévale de Provins dont chaque partie est imaginée et décorée comme un conte illustré,. Son restaurant est baptisé « Il était une fois ». 
Sous le nom Stella et Claudel, sont réunis Stella Cadente et Florian Claudel, organisant des expositions photographiques. En 2011, Stella Cadente et Florian Claudel s'associent pour une exposition à Paris, Lumière du jour, exposant des portraits de regards féminins.
En mars 2012, Stanislassia Klein relance la marque et ouvre une boutique au 102, boulevard Beaumarchais. 
En mai 2013, elle est chargée de la décoration du rayon lingerie des Galeries Lafayette. Ils sont sollicités pour la création de décors d’hôtels et de restaurants, parmi eux l’Hôtel Original situé dans le Marais à Paris, le Restaurant du Sofitel à Paris Arc de Triomphe ainsi que plusieurs autres établissements du groupe Accor. 
En 2018 ils créent le décor d’un restaurant français dédié à l’œnologie, le Secret Wine Gallery.
Le studio de création de Stella Cadente et Florian Claudel continue de se développer à l'international. La marque développe des licences pour des panoramiques et papiers peints auprès des Maisons Thévenon, Quinsaï, Aquamass, Toutlemonde Bochard, Quasar[pertinence contestée].    

## Parfums
Le premier Parfum, baptisé Miss Me, a été créé, sous licence, par Clarins en 2005 Le nom Miss Me signifie d'une part, "Mademoiselle Moi" et d'une autre part, "Je vais te manquer". 
L'accord de licence conclu en 2002, a permis la sortie de deux autres parfums en 2007, Miss Me Discret? et Acqua,.Les ventes des parfums Stella Cadente n'ayant pas été suffisantes, Clarins met un terme à la licence en 2008.